# Шкаврово
Шкаврово (укр. Шкаврове) — село, Кобзовский сельский совет, Красноградский район, Харьковская область, Украина.
Код КОАТУУ — 6323381209. Население по переписи 2001 года составляет 36 (19/17 м/ж) человек.

## Географическое положение
Село Шкаврово находится на правом берегу реки Вшивенькая, выше по течению на расстоянии в 2 км расположено село Ясная Поляна, ниже по течению на расстоянии в 2 км расположено село Новопавловка, на противоположном берегу растоложено село Вольное. По селу протекает пересыхающий ручей с запрудой. Рядом проходит автомобильная дорога Т-2109.

## История
- 1920 — дата основания.

## Достопримечательности
- Братская могила советских воинов и памятный знак воинам-односельчанам. Похоронено 48 воинов.